# Muling
Muling (chinesisch: 穆棱市,  Mùlíng Shì) ist eine kreisfreie Stadt, die zum Verwaltungsgebiet der bezirksfreien Stadt Mudanjiang im Südosten der chinesischen Provinz Heilongjiang gehört. Sie hat eine Fläche von 6.021 km² und zählt 197.065 Einwohner (Stand: Zensus 2020).
Die Xiaosifangshan-Stätte (Xiaosifangshan yizhi 小四方山城址), eine Stadt aus der Zeit der Streitenden Reiche bis Dschurdschen-Dynastie, steht seit 2006 auf der Liste der Denkmäler der Volksrepublik China (6-63).

## Administrative Gliederung
Auf Gemeindeebene setzt sich Muling aus fünf Großgemeinden, drei Gemeinden und zwei Staatlichen Forstbüros zusammen. Diese sind:
- Großgemeinde Bamiantong (八面通镇), Hauptort, Sitz der Stadtregierung;
- Großgemeinde Maqiaohe (马桥河镇);
- Großgemeinde Muling (穆棱镇);
- Großgemeinde Xiachengzi (下城子镇);
- Großgemeinde Xingyuan (兴源镇);
- Gemeinde Fulu (福录乡);
- Gemeinde Gonghe (共和乡);
- Gemeinde Hexi (河西乡);
- Forstbüro Bamiantong (八面通林业局);
- Forstbüro Muling (穆棱林业局).